# カンパニー松尾
カンパニー松尾（カンパニー まつお、1965年6月29日 - ）は、日本のAV監督。愛知県春日井市出身。

## 来歴
サラリーマン家庭の2人兄弟の長男として生まれる。
愛知県立春日井西高等学校卒業後、東京の映像専門学校「東放学園専門学校」に入学。卒業後、テレビ番組の制作会社「テレキャスジャパン」に就職するが1年で倒産。
その後、ラーメン屋でバイトを始める。そんな中、番組制作会社時代の知り合いがAV制作会社を立ち上げたので、そこで働くこととなった。ちなみに、神野正史とは小・中・高と同じ同窓生。
1987年7月、V&Rプランニング入社。
1988年3月、『あぶない放課後2』で監督デビュー。
1991年7月、『実録素人ドキュメント 私を女優にして下さい』を発表し、以降シリーズ化。
1995年5月、V&Rプランニングを退社。フリーに。
2003年、AVメーカーHMJM（ハマジム）を立ち上げ、社員監督として定期的にAVをリリース。
2014年2月、『劇場版テレクラキャノンボール2013』が上映された。
2019年3月、テレビ東京『～元気の出るごはん～タチ喰い!』でテレビドラマを初演出。

## 人物
- 身長182cm・体重63kg[4]
- 監督名は、高校時代に、近所の店で「ほか弁」を仕入れて学校で売るなどしていた活動を「松尾カンパニー」と呼んでいたことから。硬式テニス部に所属し、当時弁当仕入と新聞配達を兼務していた多忙なキャプテン（アンパン）から弁当仕入業務を譲り受けた。
- AV界にハメ撮りというジャンルを定着させた第一人者[1]。葵刀樹、工藤澪と共に、「ハメ撮り御三家」と呼ばれることもある[5][6]。
- 全国のテレクラを巡り、素人を相手としたロードムービー的アダルトビデオ「私を女優にして下さい」シリーズを生み出す。
- AVにポップな映像処理や音楽を取り入れるなど、映像的な面からAV界に彼が与えた影響は大きい。
- ハマジムが運営するアダルトサイトPORNOGRAPH、や、光夜蝶、他のAVメーカーでも監督をしている。
- 「早熟のスケベーはダメ」「セックスを知るのが遅いと結局いろいろと妄想が働くでしょう。その溜めがAVへいきつくからいいんです」を持論とする[2]。
- 座右の銘は、「SEX, Curry and Rock&Roll」。
- AV以外のライフワークでは、ミュージシャン豊田道倫のライブを撮り続けており、2000年に『豊田道倫 映像集』、2005年に『豊田道倫 映像集Ⅱ』（HMJM RECORDS）をDVDで発表。さらに、2011年2月に『豊田道倫 映像集3』が上映された。
- マスターベーションを覚えたのが小学校5年生の時で、手でしごくのではなく、もっぱら布団にこすりつける方法を好んだという[2]。
- 童貞喪失は22歳の時で、相手はロケバスで知り合ったAV女優・亜里沙だった[2][7]。
- 24歳の時、仕事で知り合ったAV女優林由美香に失恋[2]、また、企画に応募してきた宮崎レイコに一目惚れ[8][9]。その後の1998年、1児を持つ女性と入籍[2]。
- 1999年のインタビューでは、年収1000万円を超えると語っている[2]。
- 趣味はオートバイ。
- 好きな食べ物はカレー[2]。
- 過去に「45歳までAVやって、そのあとは絶対カレーショップをやるつもりです」と発言[2]、2010年にとうとうその年を迎えたが、現在[いつ?]もAVに専念しており、カレーショップもまだ開業していない。

## 主な代表作

### アダルトビデオ

#### シリーズもの
- 私を女優にして下さい[1]
- 仮想風俗体験　これがテレクラ
- 全国縦断素人ナマ撮りドキュメント　燃えよテレクラ
- 面接ドキュメント 裸の履歴書
- 素人参加募集ビデオ 〜としてみませんか？
- 素人モデルズ
- ザ・プライバシー
- 素人大開脚
- SEX生中継
- テレクラ＆ナンパキャノンボール
  - テレクラキャノンボール2009 賞品はまり子*Gカップ
  - 裏テレクラキャノンボール2009 ホントにさよなら、まり子*Gカップ
  - テレクラキャノンボール2013 賞品は神谷まゆと新山かえで
  - 裏テレクラキャノンボール2013 女達のキャノンボール、それぞれの朝
- 恥ずかしいカラダ
  - 恥ずかしいカラダ NO.1 EROS 水城奈緒（水城奈緒）
  - 恥ずかしいカラダ 18歳 デビュー ゆず（小倉ゆず）
- 世界弾丸ハメドラー
- 麗しの〜シリーズ（麗しの家庭教師、麗しのキャンペーンガールなど）
- 巨乳三昧
- ハメ撮る!（光夜蝶）
- ○○×カンパニー松尾（アイデアポケット）
- コスプレキャノンボール（プレステージ）

他多数

#### 単発もの
- 硬式ペナス（林由美香）
- ラスト尿（林由美香）
- 当然ワイセツ（沢口まりあ）
- 熟れたボイン三部作（宮崎レイコ）
- AVアイドル・ヒッチハイカー（若菜瀬奈）
- 人妻グッチョリーナ（友田真希）
- 生出し人妻不倫旅行2（日向ゆみ）
- くるみのブログ（森下くるみ）
- 恋するハニハメ（瀬戸由衣）
- パラダイス・オブ・トーキョー（夢咲こよい）
- 僕の彼女を紹介します（まり子）[1]
- 僕の愛人を紹介します（唯愛）
- 素人.com AV志願（素人）
- 芸能人 原紗央莉 brown eyes（原紗央莉）
- 淫乱Iカップの濃厚すぎた生姦 私、セックスしたい病なんです。（松すみれ）

他多数

#### 総集編
- メーカー横断ベスト！！！ カンパニー松尾8時間（AV30）
- カンパニー松尾VS働くスケベお姉さん 8時間（AV30）
- ハマジム10周年特別企画 オールタイムベスト10時間 part.2　カンパニー松尾編
- カンパニー松尾×PORNOGRAPH BEST 6時間

### 映画
- 劇場版テレクラキャノンボール2013（2014年2月15日）[10]
- TANGO 地球の裏側で愛を踊る（2014年7月25日）[11]
- 劇場版BiSキャノンボール2014（2015年2月7日、スペースシャワーネットワーク）[12]
- 劇場版　どついたるねんライブ（2015年8月29日、ハマジム）※プロデュース[13]
- 劇場版 BiS誕生の詩（2017年1月28日、SPACE SHOWER FILMS）
- 劇場版　其ノ灯、暮ラシ（2017年9月30日、ハマジム）※プロデュース[14]
- 劇場版　アイドルキャノンボール2017（2018年2月3日、日活）[15]
- Tribe Called Discord: Documentary of GEZAN（2019年6月21日、SPACE SHOWER FILMS）※プロデュース担当[16]
- A DAY IN THE AICHI 劇場版 さよならあいち（2020年2月15日、あいちトリエンナーレ上映作品の再編集版）[17]
- 劇場版 おうちでキャノンボール2020（2022年3月26日、ハマジム）[18]

### DVD（アダルトもの以外）
- 月刊 三津谷葉子
- 豊田道倫 映像集
- 月刊 小泉麻耶

### その他映像作品
- ラブ&ポップ（特報、ドキュメント班カメラマン。「ラブ＆ポップ第0部ラストシーン」としてDVDに収録）
- A DAY IN THE AICHI（あいちトリエンナーレ上映作品）[19]
- A DAY IN THE AICHI 完全版 ただいまあいち（トリエンナーレ版と劇場版を合わせ、未使用だった2人分のインタビューを加えたもので、新型コロナウイルスの影響で存続危機にある名古屋のミニシアターやライブハウスを支援するために有料配信された）[19]

## 著書
- 素人娘ジャパン（太田出版）
- 職業AV監督（原作）（秋田書店、画・井浦秀夫）

## 出演

### テレビ
- オトナの!（TBSテレビ）
- アフロの変（フジテレビ）
- 家、ついて行ってイイですか?（テレビ東京）[20]
- スマートフォンデュ（テレビ朝日）[20]
- じっくり聞いタロウ〜スター近況（秘）報告〜（テレビ東京）[20]
- もう!バカリズムさんの超H!（フジテレビONE）

### インターネット番組
- 街録ch〜あなたの人生、教えて下さい〜（YouTube番組）

### 雑誌
- エロエロ・ブラザース、近況を語る。（ビデオ・ザ・ワールド誌、コアマガジン刊）：カンパニー松尾とバクシーシ山下、そして毎回ゲストを迎えての鼎談。隔月連載。

### インタビュー
- “カンパニー松尾インタビュー”. 2005年2月13日時点のオリジナルよりアーカイブ。2010年11月5日閲覧。
- カンパニー松尾本人による年表とインタビュー（AV30での「カンパニー松尾8時間」発売時） - DMM.R18
- 『メーカー横断ベスト!!! カンパニー松尾8時間』発売記念！〜カンパニー松尾×ゴールドマン特別対談【前編】 - WEB SNIPER
- 『メーカー横断ベスト!!! カンパニー松尾8時間』発売記念！〜カンパニー松尾×ゴールドマン特別対談【後編】 - WEB SNIPER
- 特集 ハマジムXカンパニー松尾 - SOKMIL.COM
- 天才鬼才インタビュー カントクたちがAVを撮る理由 第1回 カンパニー松尾（前編） - スカパー! アダルト
- 天才鬼才インタビュー カントクたちがAVを撮る理由 第2回 カンパニー松尾（後編） - スカパー! アダルト